# Rio Manso (vattendrag i Brasilien, Goiás)
Rio Manso är ett vattendrag i Brasilien.   Det ligger i delstaten Goiás, i den östra delen av landet, 300 km norr om huvudstaden Brasília.
Omgivningarna runt Rio Manso är huvudsakligen savann. Runt Rio Manso är det mycket glesbefolkat, med 2 invånare per kvadratkilometer.